# Adonis Reis Lira de Carvalho
Adonis Reis Lira de Carvalho (Recife, 6 de janeiro de 1928— Recife, 12 de fevereiro de 2014) foi um médico-patologista, professor de anatomia patológica (Titular e Emérito da UFPE) e criador do Registro de Câncer com base populacional de Pernambuco (1957). Pelo seu papel pioneiro na Patologia no Brasil, foi o primeiro latino-americano e único brasileiro a presidir a International Academy of Pathology (IAP) - (1986-1988). Também contribuiu para descoberta do papilomavírus humano (HPV) como principal causa do câncer do colo uterino, através de sua participação no projeto da International Agency for Research on Cancer (IARC, Lyon/França), sobre Carcinogênese do Colo Uterino e do pênis pelo HPV, comandado pela pesquisadora e epidemiologista Núbia Muñoz.

## Biografia
Adonis Carvalho nasceu no Recife, em 6 de janeiro de 1928, filho de um imigrante português, Joaquim Correia de Carvalho e uma pernambucana, Constância Lira de Carvalho. Cursou seu primeiro e segundo graus no Colégio Leão XIII e no Colégio Oswaldo Cruz, tendo ingressado ao ginásio precocemente, aos 10 anos. Com a morte da irmã Astrea, por diabetes juvenil, Adonis demonstrou pela primeira vez sua vontade em se tornar médico, no desejo de encontrar uma cura da doença. 

## Formação superior e atividades profissionais
Em 1945, aos 17 anos de idade, ingressou na Faculdade de Medicina do Recife, como aluno classificado em 4º lugar no Vestibular e o mais jovem aluno de sua turma. Apresentou vários trabalhos à Sociedade de Internos dos Hospitais do Recife, fundada em 1926, ainda como acadêmico de Medicina. Em 1950 se tornou presidente da Sociedade. Um desses trabalhos apresentados foi publicado na Revista Acadêmica de Medicina. Foi Acadêmico Interno da Cátedra de Clínica Propedêutica Médica, serviço do Professor Arnaldo Marques, por concurso realizado em 1948, no qual obteve o primeiro lugar, exercendo essa atividade até sua formatura. Nessa função, sob a supervisão do Prof. Ruy João Marques, era responsável pelos pacientes da Secção Laennec da Enfermaria São José, no Hospital Pedro II, encarregado da revisão e da seleção de pacientes para as aulas práticas, preparação de prontuários, bem como orientação dos estudantes. Era responsável pelos exames de rotina em um pequeno laboratório existente na enfermaria. Foi plantonista do Hospital do Pronto-Socorro, após concurso em que se classificou em primeiro lugar. Como estudante, recebeu grande influência intelectual dos professores Mário Ramos, Aluízio Bezerra Coutinho, Arnaldo Marques, Ruy João Marques e Joaquim Cavalcanti.
Concluiu o curso médico em 1950, como aluno laureado da turma, o que lhe valeu ambos os prêmios que eram oferecidos à época aos alunos distintos: o Prêmio Raul Leite e o Prêmio Diario de Pernambuco. Após a colação de grau em Medicina foi contemplado com bolsa de estudos pela Universidade Federal de Pernambuco (UFPE) na Universidade de São Paulo (USP). A bolsa se referia a treinamento em laboratório especializado, no serviço de Gastroenterologia do Hospital das Clínicas, sob a direção do Professor José Fernandes Pontes. Adonis frequentava nesse período os Laboratórios de Bioquímica do Hospital das Clínicas, Professor Otávio Germeck, o de Hematologia, Prof. Michel Jamra, e o Departamento de Anatomia Patológica da Faculdade de Medicina, Prof. Cunha Mota. Nesse último, trabalhou com o jovem assistente Dr. Mário Rubens Montenegro, em Patologia Hepática, assunto de sua predileção à época. Esse contato despertou o seu interesse pela Patologia.
Ao retornar ao Recife, ainda que designado Assistente Voluntário da Clínica Propedêutica Médica, passou a frequentar a Cátedra de Anatomia Patológica, Professor Raimundo de Barros Coelho, assistindo e auxiliando necrópsias. Em 1952 foi convidado pelo Prof. Barros Coelho para ingressar nesse serviço, nomeado como Assistente Voluntário e também para o Serviço de Verificação de Óbitos. Em 1953 aceitou o convite do Prof. Durval Lucena, catedrático de Patologia Geral da Faculdade de Ciências Médicas da Universidade de Pernambuco (UPE), para o cargo de Assistente. Em 1954 foi nomeado Assistente Efetivo da Cátedra de Anatomia Patológica da UFPE e, nesse mesmo ano, publicou seu primeiro trabalho de Patologia, um estudo sobre carcinoma primário do fígado. No âmbito privado, fundou o Laboratório de Patologia Adonis Carvalho, pioneiro em vários aspectos práticos da Anatomia Patológica de Pernambuco.

## Patologia cirúrgica oncológica em Pernambuco
Em 1954, foi selecionado para uma bolsa de estudos do Institute of International Education, em New York, realizando-a no M. D. Anderson Cancer Center, da Universidade do Texas, Houston (EUA), sob a direção dos Drs. William O. Russell, Jack Old Jr. e Alvan G. Foraker, o qual exerceu grande influência sobre ele. Foi durante o seu período de fellowship nos Estados Unidos, que se tornou membro da International Academy of Pathology (IAP), da qual foi Presidente 30 anos depois. Nesse período, além do trabalho rotineiro de Residente em Patologia, familiarizou-se com os mais modernos processos de investigação existentes no período, os quais faziam desse hospital um centro de vanguarda em Oncologia. A sua estada no M. D. Anderson dirigiu o seu interesse para o campo da patologia dos processos neoplásicos.
Ao regressar ao Brasil, deu continuidade aos estudos que havia iniciado sobre lesões hepáticas carenciais, o que resultou na sua primeira Tese de Livre-Docência em Anatomia Patológica. Nesse trabalho, Adonis retomou o assunto de predileção do Prof. Aggeu Magalhães, fundador da chamada Escola Pernambucana de Patologia. Estudou a histopatologia da esteatose hepática em crianças desnutridas e diferenciou a síndrome identificada no seu material da descrita na África como “kwashiorkor”, bem como demonstrou a ocorrência de siderose do tipo pelagroso nos seus casos e trouxe elementos esclarecedores da transição esteatose-fibrose hepática.
Aos 27 anos, pouco depois da sua chegada dos EUA, foi convidado pelo Diretor da Clínica de Câncer de Pernambuco (hoje Hospital de Câncer de Pernambuco - HCP), Dr. Waldemir Ferreira Lopes, para integrar a equipe da instituição, então com apenas quinze leitos. Iniciou seus trabalhos em um tempo em que as condições da Clínica de Câncer eram muito precárias. Adonis Carvalho foi aos poucos fomentando a melhoria de instalações, equipamentos e recursos humanos. A presença de um patologista disponível no serviço teve uma grande repercussão em uma clínica que carecia de profissionais devidamente treinados, o que estimulou Dr. Adonis a pleitear o estabelecimento de um Departamento de Patologia.
Em 1958 esse objetivo se concretizou. O novo Departamento se tornou um centro acadêmico das Cadeiras de Anatomia Patológica da UFPE e de Patologia Geral da UPE. Foi responsável pela formação e treinamento de anatomopatologistas, citopatologistas, citotecnologistas e médicos residentes de várias procedências do país. Através do Prof. Adonis, esse hospital foi pioneiro no exame intraoperatório para diagnóstico por congelação em 1954. 
Entusiasta das novas tecnologias, Adonis informatizou, no início dos anos 80, o banco de dados do Departamento de Patologia. O acervo atual, com mais de 300 mil exames, permanece como a principal fonte de pesquisa do corpo clínico do HCP, o que contribuiu para o desenvolvimento de diversas dissertações e teses da UFPE e UPE. Com Adonis à frente do Depto. de Patologia do HCP foi o primeiro hospital do Estado a introduzir o exame imunoistoquímico anos depois, destinando-se aos pacientes do SUS..
Como Professor Assistente recém-ingresso na Cadeira de Anatomia Patológica da UFPE, Adonis reconheceu que, contrastando com o excelente ensino e serviço de autópsias, havia grandes deficiências na Patologia Cirúrgica e assim propôs ao Prof. Barros Coelho que fosse dada a devida importância a esse campo da Patologia. Por conseguinte, a Divisão de Patologia Cirúrgica foi oficialmente formalizada em 1958, sendo possível dotar a disciplina de Anatomia Patológica com uma Patologia Cirúrgica moderna e eficiente, incluindo a introdução das descrições sistemáticas e minuciosas das peças cirúrgicas. Dessa maneira foram formados os patologistas cirúrgicos de Pernambuco. Nesse período, Adonis apresentou e publicou vários trabalhos sobre exame intraoperatório e modos de operação de laboratórios de Patologia.

## Registro de Câncer do País em bases populacionais
O Professor Adonis verificou não haver no Brasil estudos epidemiológicos em câncer e propôs o estabelecimento do Registro de Câncer de Pernambuco, na disciplina de Anatomia Patológica, aprovado em 1957. Esse se tornou o primeiro Registro de Câncer com base populacional no Brasil. Assim, foram obtidos os primeiros dados de incidência de câncer no nosso Estado e no País, em bases populacionais. As repercussões desse fato em muito contribuíram para a modificação nos conceitos do Governo e Ministério da Saúde à época, cuja atenção estava voltada apenas para as doenças infecciosas por encararem o câncer como de pouca prevalência. Essa ideia foi mostrada equivocada quando através do Registro se demostrou que a incidência de câncer no nosso País era tão alta quanto nos países desenvolvidos após correção do coeficiente “idade”. A real prevalência estava mascarada pela pirâmide de distribuição populacional do País, onde havia predomínio de jovens, sendo essa uma doença predominante a partir dos 50 anos. 
O professor Adonis desenvolveu o know-how necessário e conduziu os primeiros anos do Registro. Somente em 1966, o Registro recebeu o reconhecimento e apoio financeiro do Ministério da Saúde. Transferiu a chefia do Registro para o Dr. Bertoldo Kruse, permanecendo como responsável pelo controle de qualidade e uniformização de nomenclatura. Em 1982, pela primeira vez, os dados de epidemiologia do câncer no Brasil foram publicados internacionalmente . O Professor Pelayo Correa, da Louisiana State University, a quem Adonis dedicou a sua tese para Professor Titular anos depois, teve considerável papel no desenvolvimento do Registro. Anos depois, Manoel da Costa Carvalho, Professor Catedrático de Medicina Social da UFPE, assumiu a direção do Registro até a sua aposentadoria. 
Em 1959, Adonis Carvalho realizou o programa de estudos no Royal Marsden Hospital, em Londres, como bolsista do Conselho Britânico após processo de seleção. Nesse período, não somente realizou a revisão de tumores em sítios específicos, como teve oportunidade de trabalhar com tumores de animais no laboratório do Dr. Cotchin no Royal Veterinary College, em Oncologia Experimental no Chester-Beatty Research Institute, e, inclusive, em citogenética dos tumores, sob supervisão do Dr. Koeller, o qual desenvolvia estudos pioneiros de cariótipos de células neoplásicas com a squash technique.
No seu regresso da Inglaterra, iniciou trabalhos de Patologia Experimental, mas não conseguiu condições para esse tipo de trabalho no seu Departamento. Obteve-as na Cátedra de Farmacologia pelo apoio do Prof. Arthur B. Coutinho, tendo trabalhado em regeneração hepática experimental. Essa pesquisa serviu de base para a tese sobre “Padrões de Divisões Celular na Regeneração Hepática” 13, com a qual obteve a sua segunda Livre-Docência para a Cadeira de Patologia Geral, dirigida pelo Professor Aluizio Bezerra Coutinho, de quem obteve todo estímulo e apoio. Com exceção do próprio Professor Bezerra Coutinho, tornou-se o único Professor a realizar essa Livre-Docência. Nessa tese, ainda sob grande influência do seu estágio na Inglaterra, e pelo seu interesse na genética celular, demonstrou que a regeneração hepática se faz mesmo com bloqueio mitótico com a colquicina, dependendo da citocinese de células binucleadas e de endomitose.
A partir daí, pelo seu trabalho no Departamento de Patologia do Hospital de Câncer de Pernambuco e pela criação do Registro de Câncer, passou a se dedicar mais especificamente ao câncer humano, principalmente aos estudos de Epidemiologia Patológica. No final da década de 50, desenvolveu um laboratório de citogenética humana, na Cadeira de Anatomia Patológica na UFPE. Esse foi um trabalho pioneiro em Recife, do qual resultou a obtenção dos primeiros cariótipos humanos no Nordeste do Brasil e a criação do primeiro laboratório do gênero. O Dr. José Aarão de Carvalho, o qual acompanhou o Prof. Adonis nesse trabalho, foi estimulado por ele a se dedicar à especialidade de Citogenética, e, de fato, foi o primeiro especialista desse campo no Nordeste.
Em 1962, Adonis teve a oportunidade de representar oficialmente o Brasil, participando do VII International Cancer Congress, em Moscou, Rússia. Na mesma viagem, participou ainda do IV International Congress da International Academy of Pathology, em Zurique, França. Ao longo da década de 60, publicou vários trabalhos e participou de numerosas comissões da Sociedade Brasileira de Cancerologia e da Divisão Nacional de Câncer14. Em 1964, organizou o primeiro seminário sobre Patologia Geográfica do Câncer no Brasil para a III Jornada Brasileira de Cancerologia em Recife, com grande repercussão. Entre os anos de 1962 a 1967, fez parte da comissão que elaborou o Volume II dos Livros “Azuis”, que constituem a série dos Histological Typing of Tumors, editado em quatro idiomas pela Organização Mundial de Saúde.
Em 1969, foi convidado para regente da Cadeira de Cancerologia da Faculdade de Ciências Médicas de Pernambuco, onde permaneceu até 1974. Dentre os trabalhos que publicou na década, merece destaque as publicações e conferências sobre linfomas, sobretudo linfoma de Burkitt, as quais evidenciaram as inconsistências do seu conceito, assim como erros de avaliação e de interpretação das lesões. A repercussão desses trabalhos foi suficientemente grande para fazê-lo membro do Committee on Geographical Pathology da Union Internationale Contre Le Cancer (UICC), com sede em Genebra, à qual prestou serviços durante quatro anos. Em 1996, apresentou trabalho com resultados das suas pesquisas sobre Epidemiologia Patológica de Tumores ao IX International Cancer Congress, em Tóquio. Publicou ainda dois artigos com observações originais sobre Drepanocitose16, os quais exerceram influência sobre projetos de outros pesquisadores em Pernambuco, Pará e Bahia.
O período de 1971 a 1980 foi marcado por intensa atividade de trabalhos na área de cooperação internacional. Durantes os quatro anos já relatados em que trabalhou para o UICC, publicou monografia no Journal of the National Institute of Cancer, que contém seu artigo sobre Malignant Lymphoma in North-eastern Brazil. No começo da década, escreveu a pedido da Divisão Nacional de Câncer um trabalho didático sobre biópsia. Escreveu capítulos sobre tumores de fígado no livro do Prof. Barros Coelho, “Anatomia Patológica das Afecções Hepáticas”, em 1971. No ano seguinte, escreveu capítulo sobre tumores no livro do Prof. Carlos Lacaz e colaboradores, “Introdução à Geografia Médica no Brasil”. Apresentou uma série de pesquisas sobre linfomas da infância, com conceitos originais da relação do tipo histopatológico com a visceralização das lesões.
Em 1971 foi eleito vice-presidente da Sociedade Latinoamericana de Patologia (SLAP), durante o VIII Congresso Latinoamericano de Anatomia Patológica, em Maracaibo, Venezuela, sendo eleito Presidente da referida Sociedade em 1973. Como Presidente da SLAP em 1975, realizou, em Recife, o X Congresso Latinoamericano de Patologia, em conjunto com o XI Congresso Brasileiro de Patologia e IX Congresso Brasileiro de Patologia Clínica, de grandes proporções para a época, chegando a 22 sessões simultâneas. Inovou ao convidar estudantes de Medicina a participarem da organização do evento e ao convidar a professora de espanhol, Lucia Tavares, para ministrar aulas da língua para todo o grupo. Nessa época, não havia empresas organizadoras de eventos, centro de convenções ou hotéis que pudessem abarcar um congresso desse porte. O Congresso pôde ser realizado graças ao apoio de Dona Maria das Dores Muniz de Melo, que cedeu o espaço do Colégio Santa Maria. O principal objetivo desse congresso era interagir com a diáspora dos patologistas latino-americanos nos Estados Unidos, bem como torná-los mais conhecidos no Brasil e na América Latina. No evento, surgiu a ideia da Latin American Pathology Foundation (LAPF), registrada posteriormente por Dr. Hernando Salazar. A fundação foi estabelecida em 6 de Março de 1979 e até hoje congrega todos os patologistas latino-americanos residentes nos EUA e Canadá.
Em 1971, foi Visiting Professor no MD Anderson Hospital, da Universidade do Texas. Ainda nessa década, tornou-se um dos componentes do Breast Tumor Study Group da UICC, patrocinado pela American Cancer Society e pelo National Institute of Cancer dos EUA, em Bethesda, Maryland. Essa comissão, composta de 16 patologistas de várias partes do mundo, assumiu a tarefa de revisar a classificação dos tumores da mama. O projeto, que durou quatro anos, serviu de base para revisão da classificação histológica desses tumores. Os resultados foram reunidos numa publicação extensa. Essa comissão realizou o mesmo trabalho em referência aos tumores do testículo e ovário.

## Programa de pós-graduação em Patologia
O Professor Adonis criou, organizou e coordenou o primeiro Curso de Especialização em Anatomia Patológica da UFPE, em 1972 e 1974, que antecedeu a criação da Residência Médica. No tempo em que a legislação brasileira foi modificada, criando-se a pós-graduação stricto sensu, houve dificuldade, particularmente na Medicina, por não haver tradição no sistema. O país estava sob regime militar e as normas eram impostas sem maiores discussões. Assim, Adonis compreendeu que, ficando o Departamento fora do novo sistema, haveria grande prejuízo para o desenvolvimento da Anatomia Patológica. Estabeleceu o Programa de Pós-Graduação em Anatomia Patológica da UFPE, em 1973, o primeiro da área no Brasil, reconhecido pelo Conselho Federal de Educação. O seu ponto central foi abrir a pesquisa para toda a Nosologia Regional, sem a deixar restrita à Patologia Tropical.
Outra abordagem foi a ênfase na Patologia Humana, o que provocou a cerrada oposição de membros mais conservadores do sistema de controle da Pós-Graduação em Patologia.Esse programa foi eficaz na formação de recursos humanos, no enriquecimento das linhas de pesquisa, na introdução de novas tecnologias e na geração de subespecialidades. Também deu relevância à Epidemiologia Patológica (Patologia Geográfica), hoje um método fundamental na investigação das doenças. A disciplina de História da Anatomia Patológica antecipou em vários anos a criação da History of Pathology Society, Washington DC, EUA, e influenciou o Departamento de História da UFPE ao estabelecer um grupo de história das doenças da saúde.1,4,6 A inovação dada pela disciplina de Anatomia Patológica Quantitativa (Morfometria) estimulou a introdução da Informática Médica em Pernambuco.
A disciplina de Ética Médica, incluída no Mestrado desde seu início, provocou modificações no ensino tradicional, que anteciparam os conceitos atualmente em voga de bioética. Mais tarde, quando o Prof. Marcos Almeida, da Escola Paulista de Medicina, pernambucano radicado em SP, substituiu Adonis Carvalho na regência da disciplina, desenvolveu e ampliou a experiência do Recife, levando-a para todo o Brasil. Segundo Marcos Almeida, “Sob influência de Adonis, comecei a lecionar a disciplina de Ética na UFPE, em 1982. O que torna a experiência como pioneira na pós graduação dos cursos médicos do Brasil”.
Com o estabelecimento pioneiro dentro do Programa de Pós-Graduação em Patologia da área da Concentração em Patobiologia, o Professor Adonis abriu um novo campo para biólogos, biomédicos, farmacêuticos, odontólogos e médicos não patologistas, tornando-se rapidamente o setor de maior crescimento. Segundo Mário Ribeiro Melo Júnior, “O Professor Adonis foi pioneiro e visionário ao romper com uma tradição histórica de que os programas de pós-graduação em Patologia até aquele momento somente recebiam graduados em medicina. Com a sua ideia de criar outra área de concentração chamada de Patobiologia, ampliou significativamente e possibilitou o acesso aos demais profissionais das outras áreas da saúde que poderiam assim desenvolver pesquisas e projetos voltados ao estudo das doenças. Essa iniciativa serviu de exemplo para os demais programas do país, o que hoje se tornou rotina”.
Na ocasião da fundação do programa de Pós-Graduação em Patologia, havia sido aprovada pela Congregação da Faculdade de Ciências Médicas de Pernambuco uma decisão de promover a Professor Titular, os professores regentes de disciplinas vagas, portadores de título de livre docente, o que era o caso do Prof. Adonis. Entretanto, face à prioridade dada a pós-graduação, Adonis optou por ficar à disposição, sem vencimentos da cátedra que agora ocupava na Faculdade de Ciências Médicas, a fim de se dedicar à implantação do Mestrado na UFPE. Não apenas fundou e coordenou o programa, mas também foi orientador de inúmeras teses de mestrado e doutorado.

## Da colaboração em pesquisa do HPV
Realizou nesse período, ainda, trabalho de colaboração, a convite da International Agency for Research on Cancer, em Lyon, ao projeto sobre Carcinogênese do Colo Uterino e do pênis pelo vírus do Papiloma Humano (HPV) e outros vírus. Esse projeto junto às pesquisas subsequentes – comandadas pela pesquisadora e epidemiologista Núbia Muñoz, chefe da Unidade de Epidemiologia da International Agency for Research on Cancer (IARC), OMS, Lyon, França – resultaram na descoberta do HPV como principal causa do câncer do colo uterino, o que modificou a médio prazo a incidência deste câncer na América Latina.
A descoberta de valorizou e estimulou a prevenção pelo exame citológico, e mais recentemente, o desenvolvimento da vacina, salvando a vida de milhares de mulheres em várias partes do mundo e, particularmente, na América Latina. Sobre isso escreveu Muñoz, chefe da Unidade de Epidemiologia da International Agency for Research on Cancer (IARC). “Tive o privilégio e prazer de conhecer Adonis em 1964, naquele ano vivi em Recife durante 4 meses para dar os primeiros passos de uma investigação que mais tarde revelaria o vírus do papiloma humano como a causa do câncer do colo uterino [...] Graças a Adonis, pude iniciar e concretizar todas essas investigações”.
Em 1974, foi eleito para Membro da Academia Pernambucana de Medicina. Teve participação intensa na vida da Universidade, exercendo cargo de Conselheiro do Conselho Universitário da UFPE em vários mandatos, totalizando 20 anos de exercício. Em 1979 foi eleito, ainda, para a lista sêxtupla como mais votado para Reitor da Universidade Federal de Pernambuco (UFPE), embora tenha optado por não disputar o cargo. Exerceu três mandatos sucessivos como Conselheiro do Conselho Regional de Medicina de PE, num total de 15 anos, culminando com a sua eleição para a Presidência do Conselho, de 1978 a 1981. Exerceu vários cargos de diretoria da Sociedade Brasileira de Patologia (SBP), da Sociedade de Medicina de Pernambuco e da Sociedade Brasileira de Cancerologia (SBC). Delas recebeu, respectivamente, o título de Sócio Emérito, a Medalha do Mérito Maciel Monteiro e o título de Sócio Honorário. Foi posteriormente eleito Presidente da Sociedade Brasileira de Cancerologia, exercendo o mandato de 1994 a 1997, o primeiro patologista no cargo, ocupado historicamente por cirurgiões e clínicos.

## Atuação na International Academy of Pathology (IAP)
Com a experiência acumulada como Presidente da Sociedade Latino-Americana de Patologia (1973-1975), Adonis foi eleito em 1976, durante o XI Congresso da IAP, Washington DC, EUA, Vice-Presidente para a América do Sul da IAP, cargo para o qual foi reeleito durante os sucessivos Congressos da Instituição: em 1978 no XII Congresso da IAP, em Jerusalém, e depois, em 1980, Paris, e 1981, Sidney. Em 1977 recebeu o título de Admiral in the Texas Navy, pelo Governo do Estado do Texas, Austin, TX, EUA. Após oito anos de trabalho profícuo na IAP como Vice-Presidente para a América do Sul, foi eleito Presidente da IAP  em 29 em setembro de 1984, no XV Congresso da IAP, em Miami Beach, EUA, tomando posse em Viena, em 1986, durante o congresso da Academia. Foi o primeiro Presidente não norte-americano e não europeu a ocupar a Presidência da Academia. 
Somente em 2015, houve um segundo presidente latino-americano, seu grande amigo Eduardo Santini-Araújo, da Argentina. Em 1998, Adonis Carvalho recebeu da IAP, na comemoração do seu Centenário, a mais alta premiação da instituição, IAP´s Gold Medal, pelos serviços prestados à Patologia em âmbito mundial. Nessa ocasião, a IAP publicou um livro relatando os últimos 100 anos da Patologia no mundo e lhe deu o devido crédito pelo trabalho desenvolvido no Brasil . Durante o XXVIII Congresso da IAP, São Paulo, 2010, Adonis foi homenageado – em reconhecimento pela sua “Importante contribuição para o desenvolvimento da Patologia Mundial”. Em setembro de 2014, após seu falecimento, a IAP patrocinou uma Jornada Internacional de Patologia Cirúrgica Prática, em Buenos Aires, Argentina, a ele dedicada in memoriam, tendo ainda publicado um texto em sua homenagem na News Bulletin (Vol. 55, n° 2).
Membro da Sociedade Brasileira de Médicos Escritores/Regional Pernambuco (Sobrames-PE), Adonis foi o 3º ocupante da cadeira nº 22 da Academia Brasileira de Médicos Escritores, Abrames. Dentre suas publicações destacam-se: “Sociedade de Internos dos Hospitais do Recife – Subsídios à sua História e a dos Congressos Médico-Acadêmicos no Brasil” (1959); “Manoel Arruda da Câmara” (1974); “O Tema do Amor no Jazz, Estilo Nova Orleans” (1991); “Por uma Concepção de Medicina Arte-Ciência” (1992); “Uma Informação sobre Röentgen e o Centenário da Descoberta dos Raios X” (1995) e “História da Patologia em Pernambuco” (1999).
Em 1985, tornou-se Professor Titular do Departamento de Patologia da UFPE, após concurso público de provas, títulos e defesa de tese, intitulada “O ovário no carcinoma da mama, Um Estudo em Anatomia Patológica Quantitativa”. A tese inovou pela utilização de microcomputadores, com programas estatísticos e utilização de morfometria. Estudou 762 ovários removidos como parte do tratamento de pacientes com carcinoma de mama, comparando com grupo controle de autópsias em mulheres sem evidência de doença mamária ou ginecológica. Demonstrou que os ovários das portadoras de carcinomas de mama são mais ativos que os dos casos-controle e que a atividade folículo-luteínica se prolonga mais em relação à idade. Dessa forma, atribuiu aos ovários de mulheres com carcinoma de mama maior poder como moduladores das funções dos órgãos-alvo, o mesmo acontecendo na modulação do carcinoma da mama, este interpretado como um acidente da condição de feminilidade. Essa conclusão corrobora o fato de que a menopausa tardia é um fator de risco no carcinoma de mama, bem conhecido atualmente .
Ainda em 1985, Adonis foi eleito Membro Honorário da Sociedad Espanhola de Anatomia Patológica e foi Professor Visitante da Universidade de Keio, Tóquio, durante o período de implantação do Núcleo Interdepartamental de Imunopatologia, que deu origem ao atual Laboratório de Imunopatologia Keizo Asami (LIKA), da UFPE. Em 2000, foi-lhe outorgado o título de Professor Emérito pela UFPE. Dentre as várias honrarias concedidas a Adonis, está também o título de Acadêmico Emérito in memoriam, da Academia Pernambucana de Medicina, (2014). Foi membro participativo e dedicado da Academia Pernambucana de Ciências, como ressaltou o acadêmico Leonardo Sampaio: “Adonis é exemplo de fidalga objetividade nos debates e qualidade no aprofundamento dos mais diversos temas, pela sua capacidade metodológica e abrangência do conhecimento” (2014).
Seu entusiasmo pela vida acadêmica e pela UFPE, a qual considerava sua “alma mater”, fez com que permanecesse em atividade até os 70 anos. Ao HCP, dedicou 59 anos de sua vida. Mesmo após a aposentadoria da UFPE continuava lecionando sempre que convidado, principalmente na graduação, com dois dos seus temas preferidos: História da Medicina e Carcinogênese.